# Saltwood
Saltwood är en ort och civil parish i grevskapet Kent i sydöstra England. Orten ligger i distriktet Folkestone and Hythe, omedelbart norr om Hythe. Tätorten (built-up area) hade 859 invånare vid folkräkningen år 2021.